# What You Know Bout Love
What You Know Bout Love is een nummer van de Amerikaanse rapper Pop Smoke uit 2020. Het is de vijfde single van zijn postuum uitgebrachte debuutalbum Shoot for the Stars, Aim for the Moon.
In het postuum uitgebrachte nummer, dat een sample bevat uit Differences van Ginuwine, rapt Pop Smoke over zijn passie voor zijn geliefde. Hoewel Pop Smoke het zelf niet meer meemaakte, werd "What You Know Bout Love" de grootste hit voor de rapper. Het nummer bereikte de 9e positie in de Amerikaanse Billboard Hot 100. In Nederland bereikte het de 1e positie in de Tipparade, terwijl het in de Vlaamse Ultratop 50 de 26e positie bereikte.